# Charlotte Football Club
El Charlotte Football Club és un club de futbol estatunidenc de la ciutat de Charlotte (Carolina del Nord), fundat el 2019 i a partir de la temporada 2022 juga a la Major League Soccer. L'equip és propietat de David Tepper, a qui se li va atorgar la franquícia d'expansió el 17 de desembre de 2019. Va començar a jugar en la Temporada 2022 de l'MLS com la franquícia número 28 de la lliga. El Charlotte FC juga en el Bank of America Stadium, que comparteix amb els Carolina Panthers de la National Football League, equip que també és propietat de Tepper; la capacitat de l'estadi es redueix a 38.000 espectadors per a la majoria dels partits. L'equip té el rècord de l'MLS d'assistència a partits independents, amb 74.479 espectadors en el seu partit inaugural a casa.

## Història
El juliol de 2018, l'empresari David Tepper es va convertir en amo dels Carolina Panthers de la National Football League (NFL) i va anunciar el seu interès de portar la Major League Soccer (MLS) a Charlotte (Carolina del Nord) com a projecte futur. Pel seu costat, Tom Glick, qui va quedar designat com a president dels Panthers, anteriorment havia treballat com a director d'operacions del Manchester City de la Premier League i a més havia participat en l'oferta d'expansió de la MLS per al New York City. En representació de Tepper, Glick va ser l'encarregat d'organitzar l'oferta d'expansió de la MLS per a Charlotte, tenint una sèrie de reunions amb oficials de la lliga previ al fet que s'obrís la finestra de licitació l'abril de 2019.
D'aquesta manera, Tepper va presentar una oferta formal d'expansió per a Charlotte a la lliga en juliol de 2019, poc abans de les reunions amb funcionaris de la lliga i visites addicionals al Bank of America Stadium. En aquest sentit, en setembre del mateix any va anunciar plans per a condicionar el Bank of America Stadium d'acord amb els estàndards de la MLS, la qual cosa inclouria un pressupost de fins a USD 210.000.000 en contribucions per part del govern de la ciutat. Dos mesos després, Don Garber, comissionat de la MLS, va nomenar a Charlotte com a principal candidata a guanyar la 30è franquícia de la lliga.
Finalment, la junta directiva de la MLS es va reunir a principis de desembre amb Tepper per a tancar les negociacions. Oficialment, la MLS va atorgar la franquícia d'expansió a Charlotte el 17 de desembre de 2019 en un esdeveniment realitzat en el Mint Museum d'aquesta ciutat, acordant la seva incorporació a la lliga a partir de la temporada 2021. Com a tarifa d'expansió, Tepper va pagar prop de USD 325.000.000. No obstant això, el 17 de juliol de 2020, la MLS va oficialitzar que el debut de l'equip d'expansió de Charlotte es postergaria fins a la temporada 2022 a causa de la pandèmia de COVID-19.

## Estadi

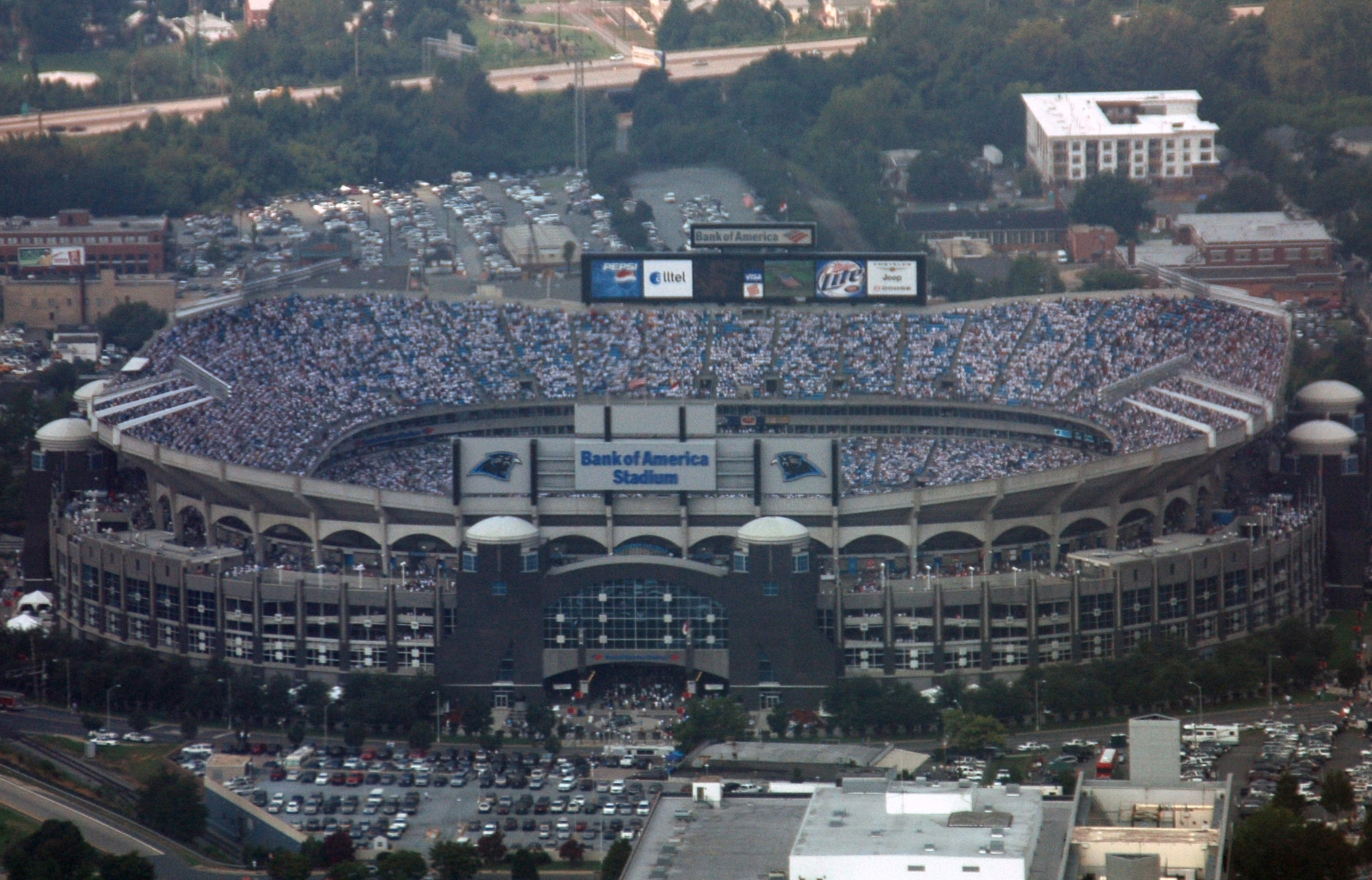
Vista del Bank of America Stadium.

El Charlotte FC juga en el Bank of America Stadium, un estadi de futbol americà amb 75.525 seients que és la seu dels Carolina Panthers de la National Football League. Es planeja una renovació important, que serà finançada parcialment pel govern de la ciutat, per a albergar el futbol a l'estadi, inclosos nous vestidors i un túnel central.
El club planeja usar només les seccions inferiors de l'estadi, amb una capacitat màxima de 40.000 seients. Està previst que la seu del Charlotte FC i les instal·lacions de pràctica estiguin situades a l'antic emplaçament de l'Eastland Mall, una propietat de la ciutat.